# Seelöwenbrunnen (Berlin-Charlottenburg)

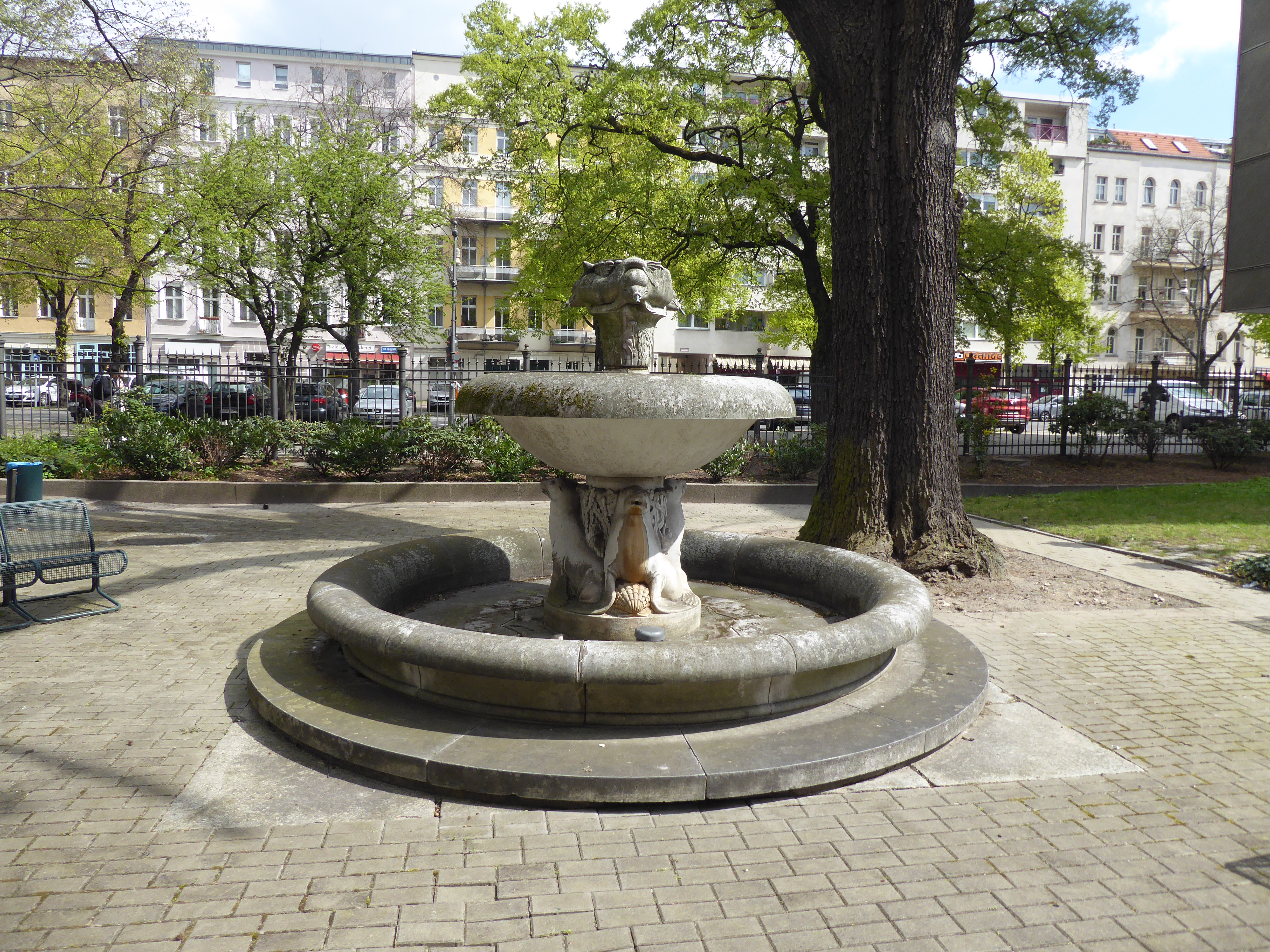
Charlottenburg Schloßstraße 26a Seelöwenbrunnen

Im Garten des Seniorenwohnhauses Schloßstraße 26–27b in Berlin-Charlottenburg gibt es einen Zierbrunnen mit Seelöwen und Delphinen, der Seelöwenbrunnen genannt wird.
Der Schöpfer des Zierbrunnens ist unbekannt. Der kreisrunde Brunnen besteht aus Kalkstein. Die Brunnenschale wird von drei Seelöwen in der Mitte des Brunnenbeckens und dem Sockel getragen. Die Delphine bilden den Ausguss.
Der Brunnen besitzt einen Durchmesser von etwa 4 m. Der Sockel mit drei Seelöwen hat etwa die Höhe von einem Meter. Die darauf befindliche Schale hat einen Durchmesser von 2 m. Auch seine genaue Entstehungszeit ist unbekannt. Seine Gestaltung weist aber auf eine Zeit um 1900.